# Tunnel du Mont-d'Or
Le tunnel du Mont-d'Or est un tunnel ferroviaire transfrontalier équipant la ligne de chemin de fer de Dijon à Vallorbe. Percé entre 1910 et 1915 par l'ingénieur Paul Séjourné, il mesure 6 098 m de long. Il était à l'origine à double voie mais une voie a été supprimée à l'occasion de l'électrification de la ligne en 1958. La frontière entre la France et la Suisse se situe à 5 111 m de l'entrée côté France.
Le tunnel est légèrement en pente et l'eau qu'il capte coule en direction de la Suisse, et se jette dans l'Orbe à Vallorbe dans le canton de Vaud.

## Histoire
En raison des aléas climatiques et des contraintes de pente pénalisant l'exploitation de la ligne ferroviaire de Pontarlier à Vallorbe via Les Hôpitaux-Neufs qui culmine à 1 012 m au droit du Touillon, l'amélioration de la ligne entre Frasne (Doubs, France) et Vallorbe est envisagée dès la fin du XIXe siècle avec le percement d'un tunnel à environ un kilomètre à l'ouest du sommet du mont d'Or, long de six kilomètres, et qui permettrait de réduire la distance entre Paris et Lausanne de 17 kilomètres.
Le 15 mars 1902, une première convention est signée entre les deux sociétés ferroviaires du PLM et du Jura-Simplon dans le but de construire le tunnel, sans que cela soit suivi d'effet. En 1906, les deux sociétés signent des accords préalables à une convention franco-suisse entérinée en décembre 1909 par les deux États. Le Canton de Vaud accorde à ce projet une subvention de deux millions de francs suisses.
Bien que courte (environ 17 km), cette nouvelle ligne de Frasne à l'entrée du tunnel du Mont-d'Or nécessite des travaux relativement importants :
- le creusement de quatre tunnels de 993, 114, 237 et 524 mètres, dont trois uniquement pour s'affranchir des difficultés de l'étroite vallée du Drugeon à l'aval de Vaux ;
- la construction de quatre ponts et le détournement du Doubs ;
- la création de trois gares : Vaux-et-Chantegrue, Labergement-Sainte-Marie, Longevilles - Rochejean ;
- la création de huit passages à niveau.

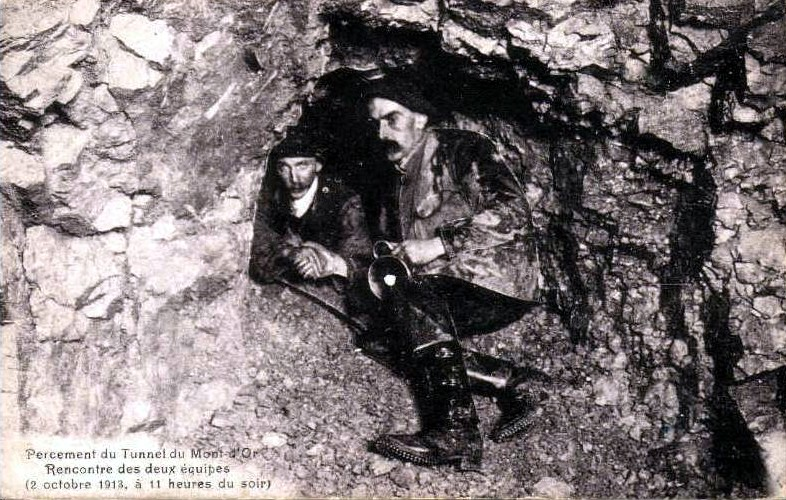
Lors du percement du tunnel du Mont-d'Or, rencontre entre les foreurs français et suisses le 2 octobre 1913 à 23 heures ; carte postale.

Côté suisse, cette modification du tracé conduira également à la création d'une nouvelle gare à Vallorbe.
Le percement du tunnel du Mont-d'Or commence le 14 novembre 1910 du côté suisse (entreprise Fougerolle) et le 20 juillet 1911 du côté français ; les deux équipes de foreurs se rencontrent le 2 octobre 1913. Jusqu'au 6 décembre 1910, la galerie est creusée à la main. À cette date, des perforateurs à air comprimé sont mis en service et finalement le 1er février 1911 la roche est attaquée par de grosses perforatrices sur affût. La longueur du tunnel à la fin de sa construction est de 6 104 m. Les différentes techniques de mesure et les diverses réfections feront évoluer cette valeur au fil du temps.
En 1912, au plus fort de l'activité, il y a environ 1 700 ouvriers, principalement d'origine italienne.  L'année précédente, une grève de deux semaines a eu lieu et les autorités redoutaient les actions des anarchistes italiens. Pour assurer la sécurité, les effectifs de la police ont été renforcés, il y a eu jusqu'à quarante gendarmes en septembre. 
La cérémonie d'inauguration a lieu le 17 avril 1915, puis le tunnel est ouvert à la circulation le 1er mai 1915,.

### De graves difficultés techniques
Le sol étant constitué de roches perméables, divers incidents se produisent. Durant les travaux, à la fin de l'année 1912, de nombreuses sources du côté français se trouvent taries, qui ne retrouveront jamais vraiment leur débit antérieur. Les arrivées d'eau ne dépassent pas environ 140 m3/h alors que du côté de la Suisse elles atteignent 160 m3/h. Un aqueduc est construit, qui permet d'évacuer 3 600 m3/h. Néanmoins, le 23 décembre 1912 au matin, une fissure importante provoque une nouvelle arrivée d'eau dans la galerie d'au moins 10 000 m3/h au début. L'aqueduc est alors insuffisant et l'eau inonde les parties achevées. Les eaux s'évacuent dans l'Orbe en Suisse et emportent avec elles près de 20 000 m3 de matériaux divers.

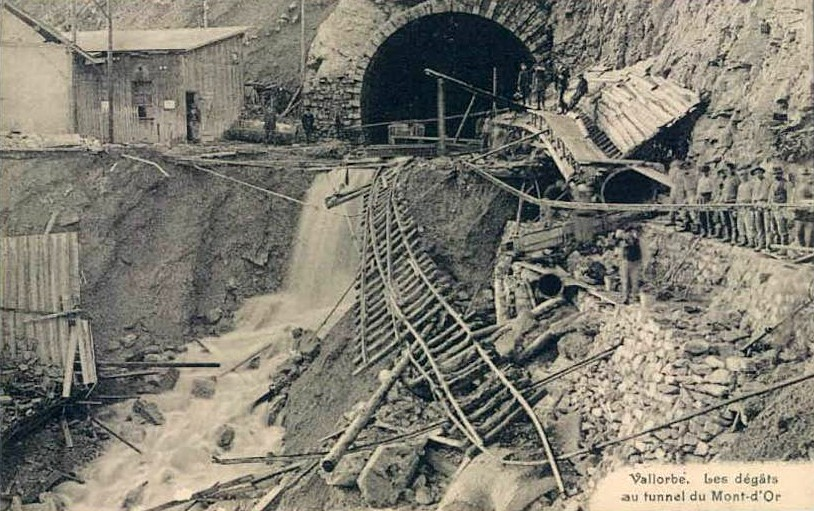
Dégâts à l'entrée suisse du tunnel du Mont-d'Or provoqués par la voie d'eau soudaine du 23 décembre 1912, pendant les travaux de percement de l'ouvrage.

Malgré plusieurs réparations, cette fissure réapparaît à plusieurs reprises. Chaque fois que de l'eau inonde le tunnel, les habitants des Hôpitaux-Neufs et de Métabief constatent que la source du Bief Rouge, située à 4,5 km du tunnel, se tarit. En effet, la nappe phréatique qui alimente cette rivière se déverse directement dans le tunnel. Après avoir colmaté une première brèche, les eaux de cette rivière réapparaissent le 27 décembre 1912, puis elles disparaissent à nouveau deux jours plus tard à l'occasion d'une nouvelle fuite. Aussi, un barrage est construit au kilomètre 3 130 et des conduites sont posées pour refouler l'eau en France. Le 17 janvier 1913 vers 11 h 30, la vanne de la conduite d’évacuation est fermée et les sources retrouvent alors leur débit initial. Le 23 janvier 1913, on mesure une pression sur le barrage correspondant à la différence de niveau entre la fissure du 23 décembre 1912 et celle de la source du Bief Rouge, qui débite alors, elle aussi, à un niveau normal. Ces voies d'eau entraînent des dégâts importants ; notamment, lors du premier accident du 23 décembre 1912, l'eau emporte le remblai ferroviaire à l'entrée du tunnel, coupe plusieurs routes, inonde une ferme... Du côté français, quatre usines dont le moteur hydraulique était animé par la rivière du Bief Rouge ne fonctionnent plus, faute d'eau. Les travaux d'assèchement dans le tunnel ont permis au Bief Rouge de couler à nouveau, mais il ne retrouve son débit d'avant 1913 que lors de la fonte des neiges.

### Une liaison ferroviaire toujours d'actualité
L'inauguration du tunnel a lieu le 15 mai 1915, et il est ouvert au trafic dès le lendemain.
Le tunnel voit alors passer nombre de trains internationaux, dont le Simplon-Orient-Express à partir de 1919.
Pendant la Seconde Guerre mondiale, la frontière suisse est fermée, le tunnel est muré en juillet 1941. Le mur est abattu à la fin de l'année 1944, et le tunnel est rouvert à la circulation le 24 janvier 1945.
Le tunnel a été percé au gabarit d'une double voie ; celle-ci est transformée en voie unique à l'occasion de l'électrification en 25 kV 50 Hz de la ligne de Dole à Vallorbe, mise en service le 25 avril 1958. Le TGV Paris-Lausanne arrive enfin le 22 janvier 1984.

## Caractéristiques
Le tunnel coupe la frontière à 5 111 m de l'entrée française. Une plaque vissée sur la paroi indique la frontière.
La zone entre les kilomètres 1 et 2 est très humide. Une eau d'une bonne qualité y ruisselle en permanence. Le débit peut devenir important pendant la fonte des neiges. Un drain central permet de l'évacuer gravitairement selon la pente du tunnel jusqu'à l'Orbe, en Suisse. La société VO énergies utilise cette eau pour créer une partie du courant électrique distribué en ville de Vallorbe à l'aide d'une Turbine située entre le tunnel et la rivière. Au-delà du kilomètre 2 le tunnel est très sec.
Il est en ligne droite sur pratiquement toute sa longueur. Seuls les cinq cents derniers mètres forment une courbe, qui empêche de voir alternativement les deux extrémités depuis l'intérieur.
Une signalisation lumineuse ferroviaire équipe la voie unique. Les mâts supports ont été remplacés en 2007 lors des travaux de sécurisation du tunnel, pour permettre à des camions de pompiers de pouvoir circuler[réf. nécessaire]. Les nouveaux panneaux de signalisation ont été suspendus à la voûte du tunnel. La signalisation est du type français, même côté suisse, et ce jusqu'à la gare de Vallorbe. L'accès est réservé au personnel de maintenance de la SNCF et des CFF.

## Géologie
Lors du percement depuis le côté suisse, les géologues relèvent les strates suivantes : de l'entrée jusqu'à 611 m la roche est principalement composée de calcaires gris-jaune, montrant une structure synclinale d'abord pentée sur les 250 premiers mètres puis redressée. Depuis le 611e mètre jusqu'au 821e, la roche est constituée de marnes oxfordiennes puis jusqu'au 903e mètre de calcaire attribué à l'ancien étage du « Spongitien » (anticlinal). Les marnes oxfordiennes reviennent jusqu'au 1326e mètre. Puis jusqu'au 2582e mètre, la roche est constituée de calcaires de la « dalle nacrée » du Bathonien supérieur (anticlinal) et les marnes oxfordiennes apparaissent à nouveau jusqu'au 4126e mètre. Différents niveaux géologiques sont ensuite observés : Rauracien, Séquanien, Kimméridgien, Portlandien et Purbeckien. Ce dernier se situe aux alentours du 5400e mètre. Après cela, viennent les couches du Néocomien.

## Sécurité
À la suite de la catastrophe du tunnel du Mont-Blanc le tunnel a été inclus dans un vaste plan de mise aux normes de sécurité des tunnels français.

## Galerie de photographies

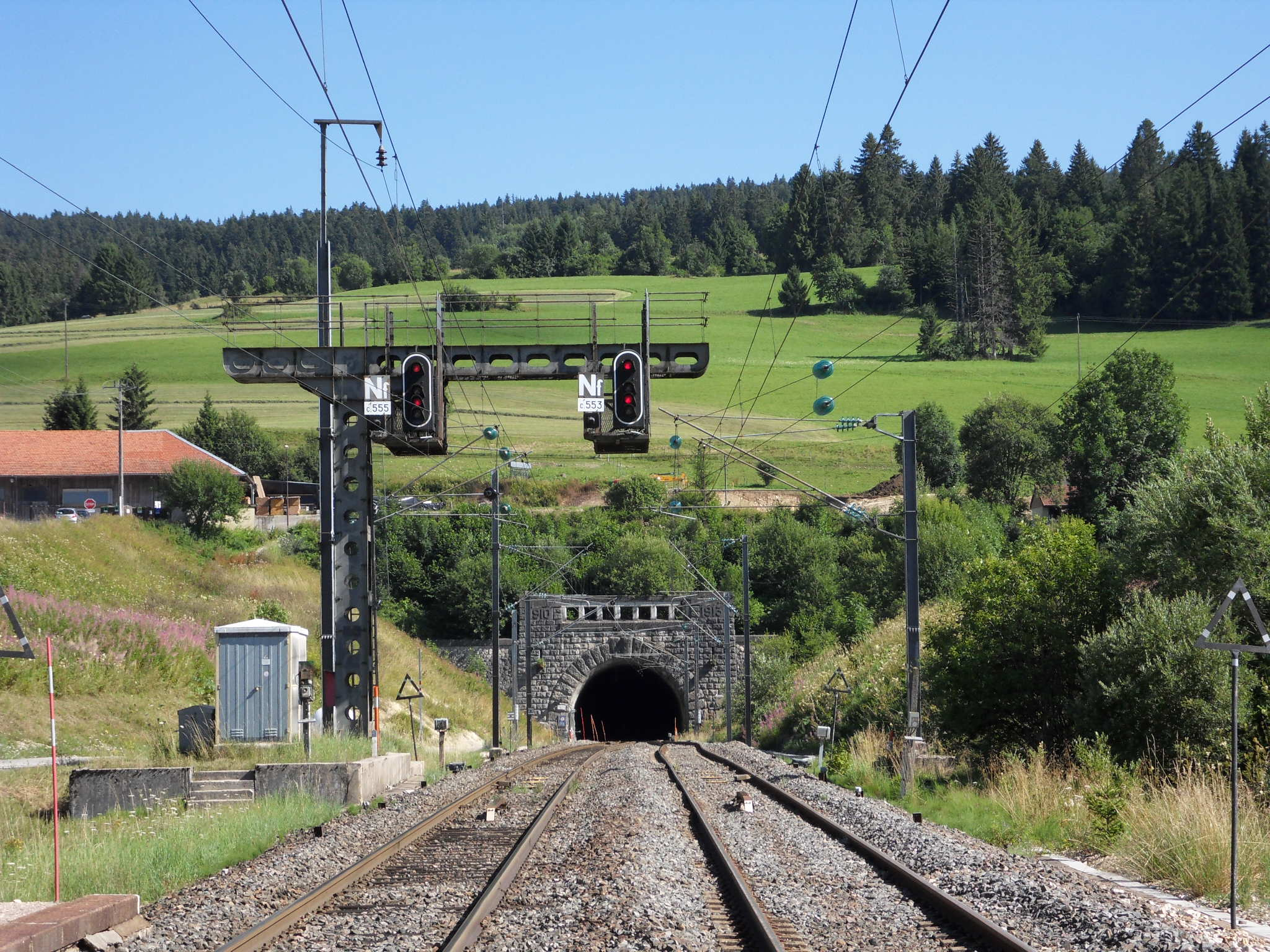
La tête française du tunnel vue depuis la gare des Longevilles - Rochejean.
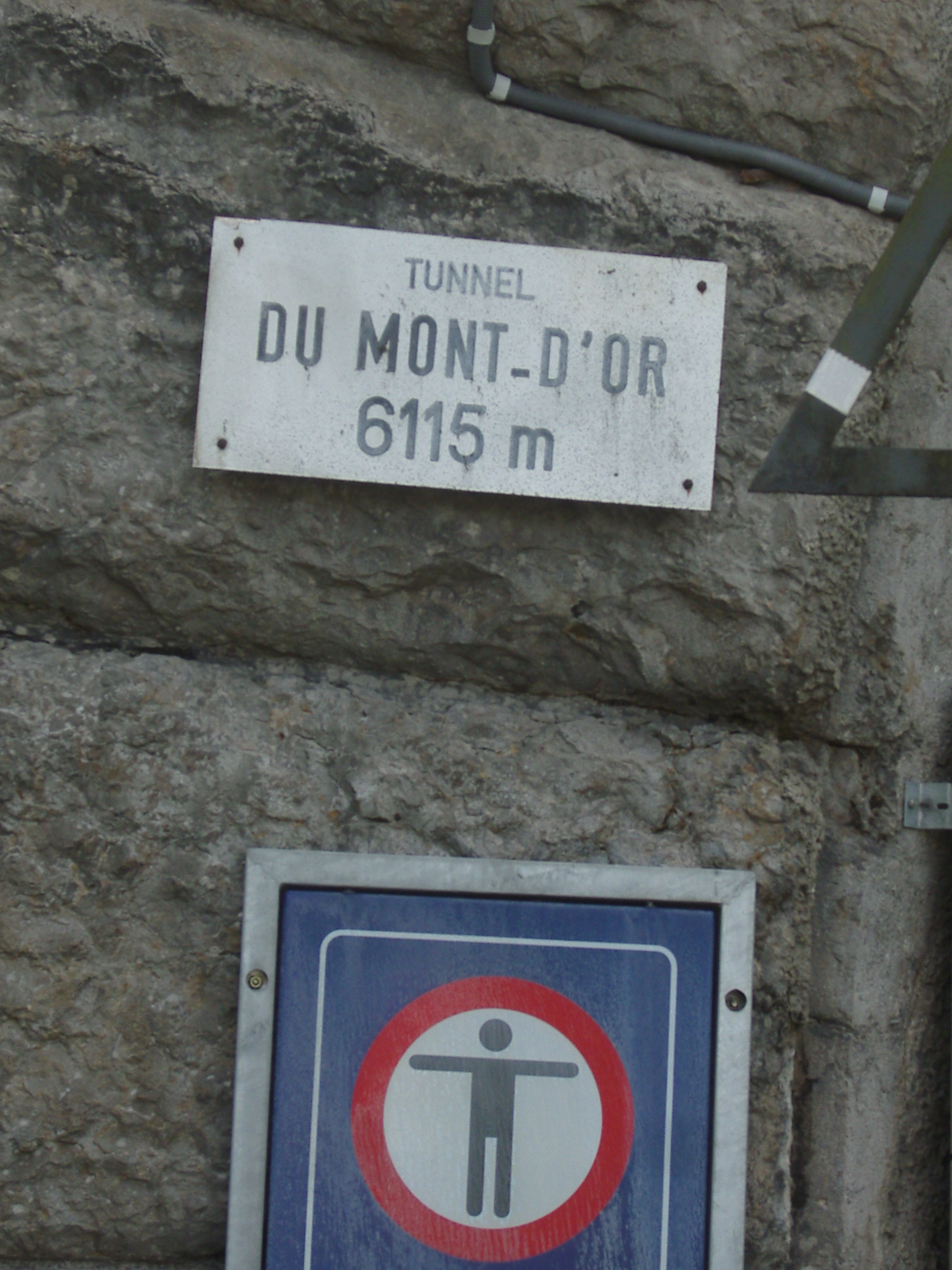
Plaque indiquant la longueur du tunnel au moment de sa pose.